# Alojz Filipič
Alojz Filipič, slovenski enolog, *22. avgust 1943, Lahonci.
Diplomiral je 1969 na Biotehniški fakulteti v Ljubljani in se nato strokovno izpopolnjeval v Franciji, Nemčiji in Združenem kraljestvu. Leta 1973 se je zaposlil v vinski kleti Radgonske gorice v Gornji Radgoni. V sedemdesetih letih 20.stoletja je uvedel tehnologijo hitrega bistrenja mladega vina. Napisal je več strokovnih člankov, največ o peninah.

## Izbrana bibliografija
- Alojz Filipič : vitez šampanjca, avtor penine (COBISS)
- Vino je sopotnik srečnih, nikoli pa odrešenik nesrečnih : Alojz Filipič, enolog, vinski vitez in član šampanjskega viteškega reda (COBISS)
- Ali vinske droži res preveč podcenjujemo? (COBISS)